# 特羅斯季亞涅齊 (杜布諾區)
50°20′34″N 25°52′50″E / 50.34278°N 25.88056°E
特羅斯季亞涅齊（烏克蘭語：Тростянець），是烏克蘭的村落，位於該國西北部羅夫諾州，由杜布諾區負責管轄，面積75平方公里，海拔高度251米，2001年人口333，人口密度每平方公里4.44人。